# Kaitinano Mwemweata
Kaitinano Mwemweata (Butaritari, 22 luglio 1984) è una velocista, ostacolista e multiplista gilbertese.

## Biografia
Ha rappresentato Kiribati in due edizioni dei campionati mondiali di atletica leggera (Edmonton 2001 e Helsinki 2005), concludendo la propria gara in entrambi i casi con l'eliminazione nelle batterie di qualificazione, la prima volta nei 200 metri piani e la seconda nei 100 metri piani. Ha conquistato quattro medaglie ai campionati micronesiani: un oro, due argenti e un bronzo, nelle edizioni del 2003 e del 2009.
Con il velocista Kakianako Nariki e il sollevatore Meamea Thomas ha costituito la prima spedizione olimpica nella storia del suo paese ai Giochi olimpici di Atene 2004. Ha invece dovuto rinunciare ai Giochi di Pechino 2008 a causa di una tubercolosi.
A livello continentale ha conquistato la medaglia di bronzo nei 400 metri ostacoli ai campionati oceaniani di Saipan 2008.
È detentrice di sei record nazionali.

## Record nazionali
- 100 metri piani: 13"07 ( Atene, 20 agosto 2004)
- 200 metri piani: 27"24 ( Apia, 5 settembre 2007)[2]
- 100 metri ostacoli: 18"14 ( Apia, 5 settembre 2007)[2]
- Lancio del giavellotto: 31,75 m ( Apia, 6 settembre 2007)[2]
- Eptathlon: 3456 punti ( Apia, 5-6 settembre 2007)
- Staffetta 4×100 metri: 55"2 ( Bairiki, 16 giugno 2007)

## Palmarès
| Anno | Manifestazione          | Sede       | Evento                 | Risultato      | Prestazione | Note             |
| ---- | ----------------------- | ---------- | ---------------------- | -------------- | ----------- | ---------------- |
| 2001 | Mondiali                | Edmonton   | 200 m                  | Batteria       | 28"76       |                  |
| 2002 | Giochi del Commonwealth | Manchester | 100 m                  | Batteria       | 13"58       | Record nazionale |
| 2002 | Giochi del Commonwealth | Manchester | Salto in lungo         | Qualificazioni | 4,19 m      |                  |
| 2002 | Giochi del Commonwealth | Manchester | Salto triplo           | Finale         | dns         |                  |
| 2003 | Campionati micronesiani | Koror      | Salto in lungo         | Oro            | 4,50 m      |                  |
| 2004 | Giochi olimpici         | Atene      | 100 m                  | Batteria       | 13"07       |                  |
| 2005 | Mondiali                | Helsinki   | 100 m                  | Batteria       | 13"80       |                  |
| 2008 | Campionati oceaniani    | Saipan     | 400 m hs               | Bronzo         | 81"71       |                  |
| 2009 | Campionati micronesiani | Gold Coast | Salto in lungo         | Bronzo         | 4,22 m      | w                |
| 2009 | Campionati micronesiani | Gold Coast | Salto triplo           | Argento        | 9,10 m      |                  |
| 2009 | Campionati micronesiani | Gold Coast | Lancio del giavellotto | Argento        | 27,92 m     |                  |

## Campionati nazionali
2006
- Oro ai campionati gilbertesi assoluti, 100 metri piani
- Oro ai campionati gilbertesi assoluti, 200 metri piani
- Argento ai campionati gilbertesi assoluti, salto in alto
- Oro ai campionati gilbertesi assoluti, salto in lungo
- Oro ai campionati gilbertesi assoluti, salto triplo
- Bronzo ai campionati gilbertesi assoluti, getto del peso